# Felix Dahrenstädt

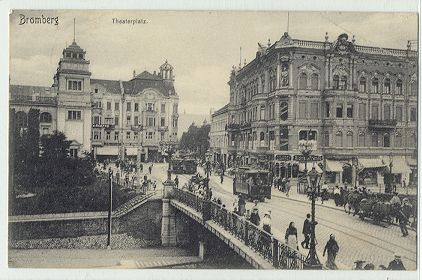
Plac Teatralny w Bydgoszczy w okresie urzędowania Felixa Dahrenstädta

Gustav Rudolph Felix Dahrenstädt (ur. 1859 w Łąkorzu, zm. 1898 w Bydgoszczy) – burmistrz Bydgoszczy (1896-1898).

## Życiorys
Urodził się 29 sierpnia 1859 r. w Łąkorzu, w byłym powiecie lubawskim. Był synem Rudolfa, tamtejszego nadleśniczego i Laury z domu Hoff. Uczęszczał do gimnazjum królewskiego w Olsztynku, gdzie w 1877 r. złożył egzamin dojrzałości. W latach 1877–1881 studiował prawo na uniwersytetach w: Berlinie i Heidelbergu. 
Po uzyskaniu w 1881 r. stopnia referendarza w Sądzie Kameralnym w Berlinie, podjął pracę w Sądzie Obwodowym w Bydgoszczy. W 1883 r. przeniósł się do tutejszego Sądu Krajowego, gdzie został prokuratorem, a następnie adwokatem. Pracował także pół roku w Wyższym Sądzie Krajowym w Poznaniu, gdzie uzyskał stopień asesora.
W 1886 r. odszedł z sądownictwa i przeniósł się do Finsterwalde w rejencji frankfurckiej, gdzie pracował jako adwokat prywatny przy tamtejszym sądzie obwodowym. W styczniu 1889 r. powrócił do Bydgoszczy i zgłosił swoją kandydaturę w wyborach płatnego radcy magistratu. Wybory te wygrał i został zatwierdzony na stanowisku przez Królewską Regencję w Bydgoszczy. Jako radca zajmował się sprawami z zakresu nadzoru policyjnego oraz przewodniczył komisji finansowej magistratu. 

### Burmistrz Bydgoszczy
W lutym 1895 r. zgłosił swoją kandydaturę w wyborach nowego II burmistrza Bydgoszczy, w związku z opuszczeniem tego stanowiska przez Rudolfa Wilde, przeniesionego do Berlina. Rada Miejska na posiedzeniu 30 maja 1895 r. wybrała go na to stanowisko stosunkiem głosów 24:1. 
Dahrenstädt był współautorem polityki intensywnego rozwoju gospodarczego miasta. Otwarto wówczas nowoczesną rzeźnię, nowy browar przy Zbożowym Rynku oraz elektrownię prądu stałego, która pozwoliła na elektryfikację tramwajów miejskich. W 1896 r. ukończono budowę nowego gmachu teatru, zaliczającego się do bardziej okazałych we wschodnich prowincjach Rzeszy Niemieckiej. 
Jego działalność jako burmistrza przerwała przedwczesna śmierć w wieku zaledwie 38 lat. Zmarł 12 lipca 1898 r. w Bydgoszczy. Był żonaty z Hedwig z domu Clausius. Miał troje dzieci: dwie córki i syna. Podczas pobytu w Bydgoszczy zamieszkiwał przy ul. św. Floriana 14.